# Тиккакоски
Тиккакоски — район Йювяскюля примерно в 20 км к северу от центра города. Население составляет 6000 человек (2010).
В Тиккакоски расположены аэропорт Йювяскюля, Музей Авиации Центральной Финляндии, база ВВС, Управление ВВС Финляндии, Военно-воздушная академия, командование материально-технического обеспечения C4IS, а также Центр разведки Оборонительных сил (фин. Viestikoekeskus).
В 1893—1983 годах работал оружейный завод Oy Tikkakoski Ab, после второй мировой войны переориентированный на выпуск швейных машин Tikka.

## Достопримечательности
- Музей ВВС Финляндии

## Галерея

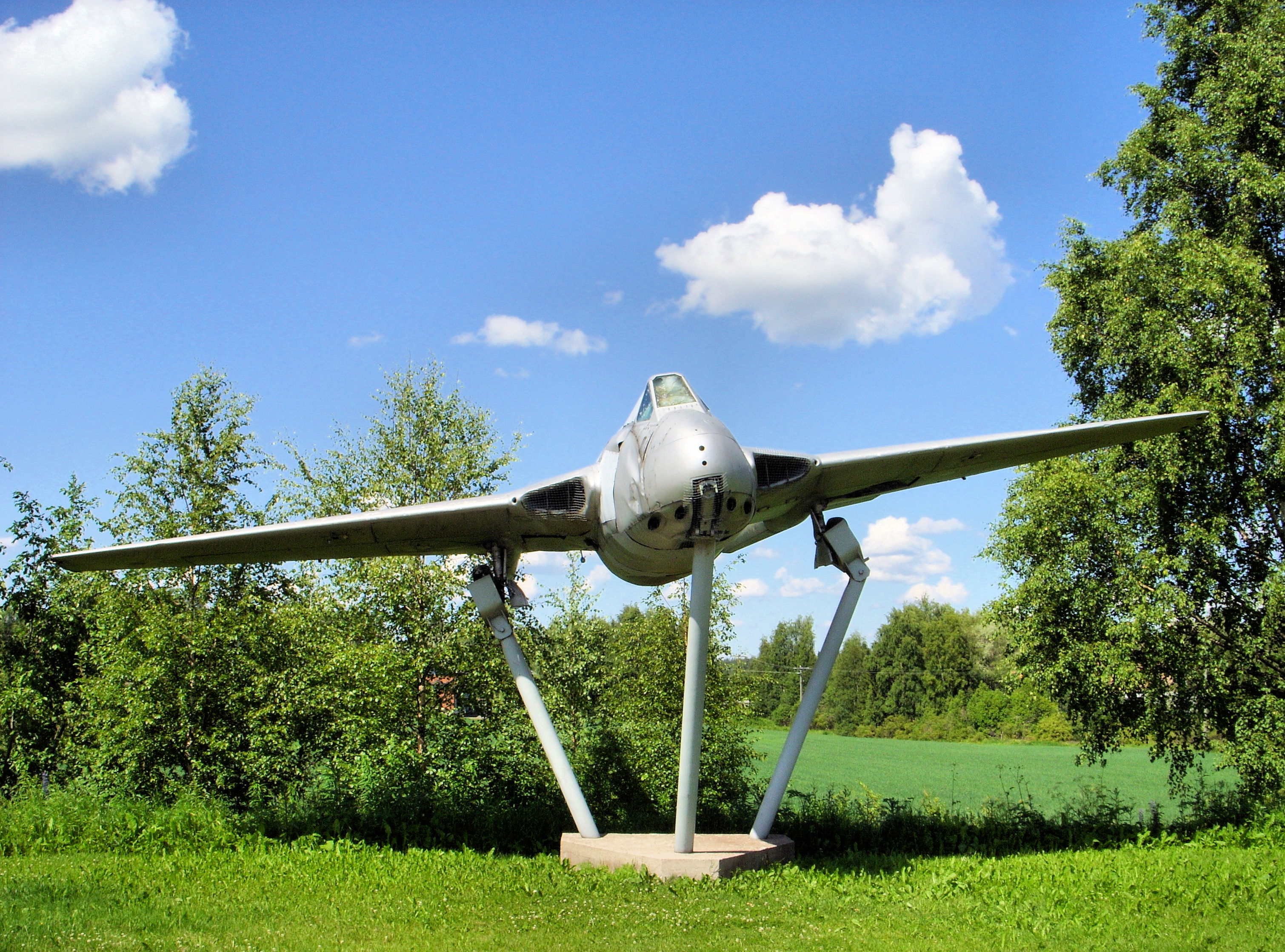
De Havilland DH.100 Vampire на территории музея
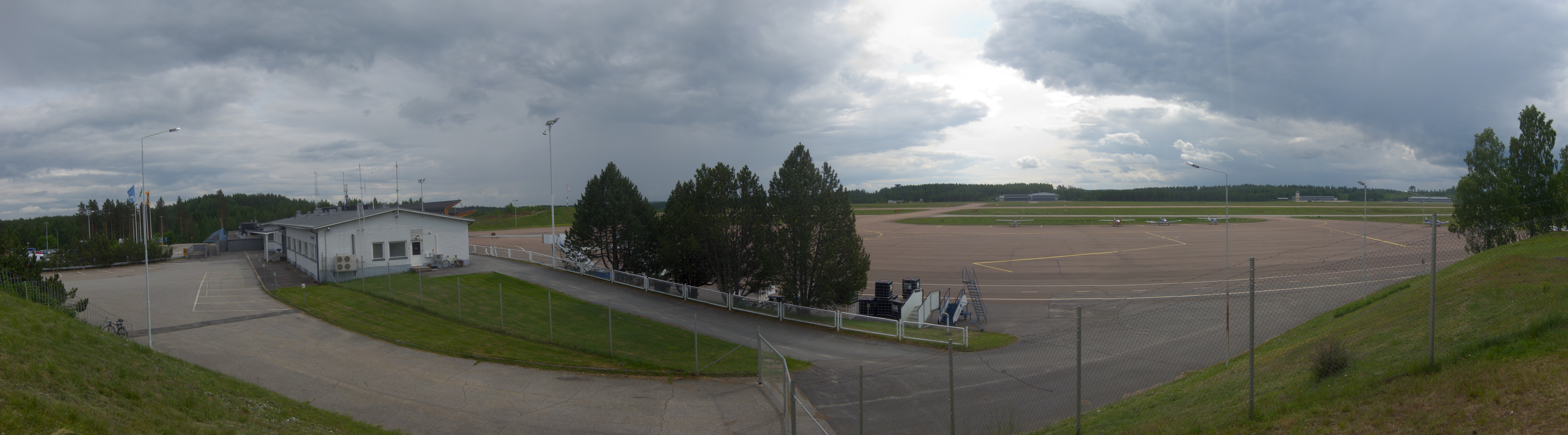
Аэропорт
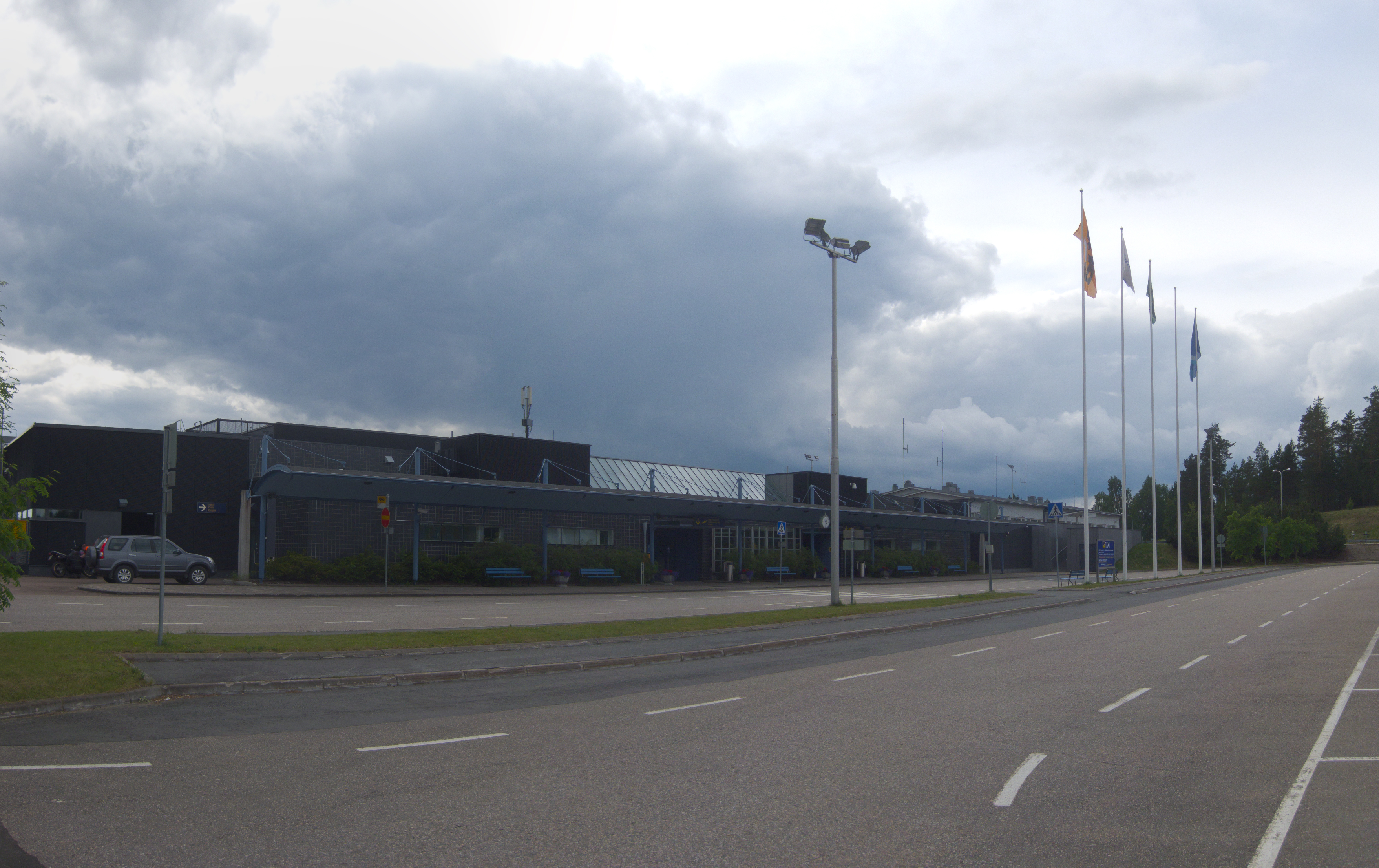
Терминал аэропорта
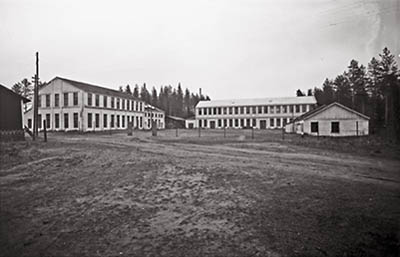
Завод Oy Tikkakoski в 1930-м